# Римско-сирийска война
Римско-сирийската война (от 192 до 188 пр.н.е.), също Антиохска война или сирийска война, e военен конфликт, който се провежда в днешни Гърция, Егейско море и Мала Азия между двете коалиции под ръководството на Римската република и сирийското селевкидско царство на Антиох III Велики.

## Резултат от войната
След решаващата битка при Магнезия войната завършва с мирния договор от Апамея през 188 пр.н.е. Селевкидите са изгонени от Мала Азия и техни остават само владенията на изток от планината Тавър, като освен това трябва да платят репарации от 15 000 таланта и да се откажат от бойните слонове и всички кораби, с изключение на 10 кораба.

### Древна литература
- Ливий, by Henry Bettison, (1976). Rome and the Mediterranean. London: Penguin Classics. ISBN 0-14-044318-5.
- Полибий, by Frank W. Walbank, (1979). The Rise of the Roman Empire. New York: Penguin Classics. ISBN 0-14-044362-2.

### Модерна литература
- Ernst Badian, (1959). Rome and Antiochos the Great: A Study in Cold War. CPh 54, Page 81 – 99.
- John D. Grainger, (2002). The Roman War of Antiochos the Great. Leiden and Boston.
- Peter Green, (1990). Alexander to Actium: The Historical Evolution of the Hellenistic Age, (2nd edition). Los Angeles: University of California Press. ISBN 0-500-01485-X.
- Erich Gruen, (1984). The Hellenistic World and the Coming of Rome. Los Angeles: University of California Press. ISBN 0-520-05737-6
- Bezalel Bar-Kochva, (1976). The Seleucid Army. Organization and Tactics in the Great Campaigns. Cambridge.
- Robert M. Errington, (1989). Rome against Philipp and Antiochos. In: A.E. Astin (Hrsg.). CAH VIII2, S. 244 – 289.